# Distretto di Chucatamani
Il distretto di Chucatamani è un distretto del Perù, facente parte della provincia di Tarata, nella regione di Tacna.